# Abu Danladi
Abu Danladi (* 18. November 1995 in Sekondi-Takoradi) ist ein ghanaischer Fußballspieler. Er steht seit 2017 bei Minnesota United unter Vertrag und wird meist als Mittelstürmer eingesetzt.

## Karriere
Für die University of California in Los Angeles spielte er Fußball, sowie kurze Zeit für Ventura County Fusion. Von der Fußballmannschaft der Universität wechselte er zur Spielzeit 2017 zu Minnesota United in die Major Soccer League. Am 19. März 2017 gab er sein Debüt für seine neue Mannschaft. Beim 2:2-Unentschieden gegen die Colorado Rapids wurde er von Trainer Adrian Heath in der 69. Minute für Johan Venegas eingewechselt. Beim 2:0-Sieg gegen Sporting Kansas City erzielte er am 7. Mai 2015 sein erstes Tor in der MLS, als er in der 22. Minute die 1:0-Führung erzielte.